# Sakhi (Népal)
Pour les articles homonymes, voir Sakhi.
Sakhi (en népalais : सखि) est un comité de développement villageois du Népal situé dans le district de Rolpa. Au recensement de 2011, il comptait 2 890 habitants.